# Тару
Тару (кор. 다루왕, 多婁王, Daru-wang, Taru-wang; 6—77) — корейський ван, другий правитель держави Пекче періоду Трьох держав.

## Походження
Був старшим сином засновника династії, вана Онджо. 10 року був проголошений спадкоємцем трону. 28 року після смерті Тару зійшов на престол. Самгук Сагі стверджує, що «він був щедрою людиною, мав повагу й авторитет».

## Правління
У Самгук Сагі зафіксовано такі події часів правління Тару:
перший місяць весни 29 року: ван вшанував святилище свого діда Тонмьонсона. Другий місяць: ван приніс жертву біля південного вівтаря;
зима 30 року: Хеулу здобув перемогу над племенами мохе в битві на захід від гори Масу, за що був нагороджений ваном Тару
осінь 31 року: Кону, командувач гарнізону фортеці Кобон здобув перемогу над мохе. Трохи згодом ван вирушив на полювання до гори Хенг, де вполював двох оленів, його люди захоплювались здібностями свого правителя;
весна 33 року: Кіру офіційно проголошений спадкоємцем престолу. Ван наказав, щоб у південних районах його країни почали вирощувати зернові культури;
літо 34 року: на сході спостерігався червоний туман. Восени того ж року мохе здійснили напад на фортецю Масу, зруйнувавши будинки місцевих жителів. Взимку ці ж племена атакували поселення на горі Бейон;
кінець 37 року ознаменувався потужним землетрусом;
осінь 38 року: зернові не дали врожаю. Було заборонено приватне виробництво алкоголю. Наприкінці року ван подорожував країною, щоб умиротворити східні та західні регіони. З цією метою він наказав видавати біднякам по 200 мір зерна;
весна та літо 55 року: країну спіткала посуха. Ван оголосив амністію навіть для тих, хто скоїв важкі злочини. Восени того ж року північні кордони володінь Тару зазнали чергового нападу мохе;
весна 56 року: ван наказав збудувати на півдні фортецю Укок, що мала зміцнити кордони перед нападами мохе;
зима 63 року: Тару розширив свої володіння, приєднавши фортецю Нанджакок. Потім він відрядив посольство до сусідньої Сілли, втім тамтешній правитель відмовився зустрітись із Тару;
64 рік: ван наказав атакувати фортецю Васан у володіннях Сілли (сучасний Поин), однак вояки Пекче не змогли її взяти. Після того Тару наказав здійснити напад на фортецю Коян, однак Сілла надіслала підкріплення з 2000 вояків, і напад було відбито;
66 рік: Тару вдруге атакував фортецю Васан, залишивши там гарнізон з 200 вояків. Однак вже невдовзі загін Сілли відбив фортецю;
70 рік: ван Пекче відрядив війська для нападу на кордони Сілли;
літо 73 року: спостерігалось сонячне затемнення;
зима 75 року: сили Пекче знову атакували фортецю Васан, того разу успішно;
осінь 76 року: військо Сілли повернуло фортецю Васан;
осінь 77 року: смерть Тару.